# Клеопатра III
Клеопатра III (162 до н. е. —101 до н. е.) — цариця Єгипту у 142 до н. е.—101 до н. е. роках (разом з Птолемеєм VIII, Птолемеєм IX, Птолемеєм X).

## Життєпис
Походила з династії Птолемеїв. Донька Птолемея VI Філометора, царя Єгипту, та Клеопатри II.
У 142 році до н. е. вийшла заміж за свого дядька царя Птолемея VIII. З цього моменту Клеопатра III вступила у боротьбу з власною матір'ю за вплив у державі. Цей конфлікт зрештою призвів до заколоту Клеопатри II, в результаті Клеопатра III разом з чоловіком вимушена була тікати на Кіпр.
Вона повернулася до Єгипту після відновлення Птолемея VIII на троні у 127 році до н. е. Втім, після замирення царя із матір'ю Клеопатри, влада останнього зменшилася. У 116 році до н. е. помирає Птолемей VIII.
За його заповітом трон успадковувала Клеопатра III разом з тим сином, якого вона вибере. Вона віддалила нелюбого старшого сина, Птолемея IX Сотера, на Кіпр (ще за життя батька), і обрала в співправителі молодшого сина, Птолемея X Александра I. На вимогу народу, вона повинна була, однак, закликати старшого сина, змусивши його попередньо розлучитися з дружиною-сестрою Клеопатрою IV, яка здавалася їй небезпечною, та одружитися з іншою сестрою Клеопатрою V. Молодшого сина цариця відправила намісником на Кіпр. Тоді ж вона отримала найвищий сан жерців Олександрії, Клеопатру III оголошено богинею Ісідою.
До 107 до н. е. вона правила з Лафуром, проте коли він, всупереч її волі, зважився послати допомогу Антіоху IX Кізікському проти Маккавея Гіркана, Клеопатра III збурила проти нього війська і знову звела на трон іншого сина Птолемея X. У 102 році до н.е. вона придушила спробу Птолемея IX повернути собі владу.
Водночас цариця продовжувала політику свого попередника щодо відбудови храмів, розвитку міст та торгівлі. За її наказом налагоджуються морські торговельні зв'язки з південною Аравією, Індією.
Зі своїм сином Птолемеєм X вона правила до 101 року до н. е., коли була отруєна останнім, що бажав здобути реальну владу над Єгиптом.

## Родина
Чоловік — Птолемей VI Філометор
Діти:
- Птолемей Латір
- Птолемей Олександр
- Клеопатра Трифена
- Клеопатра
- Клеопатра Селена